# لاري أوكونور (لاعب هوكي الجليد)
لاري أوكونور هو لاعب هوكي الجليد كندي، ولد في 1 أبريل 1950 في مونتريال في كندا.

## وصلات خارجية
- لاري أوكونور على موقع EliteProspects.com (الإنجليزية)
- لاري أوكونور على موقع HockeyDB.com (الإنجليزية)